# Мантисалка
Мантиса́лка (лат. Mantisalca) — олиготипный род двудольных растений семейства Астровые (Asteraceae). Выделен французским ботаником Александром Анри Габриелем де Кассини в 1818 году.

## Классификация
В составе рода выделяют по меньшей мере четыре вида растений:
- Mantisalca amberboides (Caball.) Maire
- Mantisalca delestrei (Spach) Briq. & Cavill.
- Mantisalca duriaei (Spach) Briq. & Cavill.
- Mantisalca salmantica (L.) Briq. & Cavill. — Мантисалка саламанская

В 2013 году был описан пятый вид — эндемичный для Испании Mantisalca cabezudoi E.Ruiz & Devesa

## Распространение
Представители рода встречаются в южной Европе, Макаронезии, северо-западной Африке. Самый большой ареал имеет Мантисалка саламанская, прочие виды более локальны и распространены преимущественно в западном Средиземноморье.

## Общая характеристика
Однолетние или многолетние растения с часто ветвящимися от основания стеблями.
Прикорневые листья розеточные, черешковые; стеблевые листья сидячие.
Соцветия-корзинки одиночные, терминальные, с обоеполыми цветками с фиолетовым, гораздо реже белым венчиком; листочки обвёртки яйцевидные.
Плод — семянка.